# Rościszewo (Powiat Sierpecki)
Rościszewo ist ein Dorf und Sitz der gleichnamigen Gemeinde im Powiat Sierpecki der Woiwodschaft Masowien, Polen.

## Gemeinde
Zur Landgemeinde Rościszewo gehören 29 Ortschaften:
Babiec Piaseczny
Babiec Rżały
Babiec-Więczanki
Borowo
Bryski
Komorowo
Kownatka
Kuski
Lipniki
Łukomie
Łukomie-Kolonia
Nowe Rościszewo
Nowy Zamość
Ostrów
Pianki
Polik
Puszcza
Rościszewo
Rumunki-Chwały
Rzeszotary-Chwały
Rzeszotary-Gortaty
Rzeszotary-Pszczele
Rzeszotary-Stara Wieś
Rzeszotary-Zawady
Stopin
Śniedzanowo
Topiąca
Września
Zamość